# 26588 Sharonstorbo
26588 Sharonstorbo è un asteroide della fascia principale. Scoperto nel 2000, presenta un'orbita caratterizzata da un semiasse maggiore pari a 2,7061810 au e da un'eccentricità di 0,1110864, inclinata di 10,45143° rispetto all'eclittica.